# میکلوش فکته
میکلوش فکته (مجاری: Miklós Fekete; ۱۰ فوریهٔ ۱۸۹۲ – ۲ ژوئیهٔ ۱۹۱۷) بازیکن فوتبال اهل مجارستان بود.
وی همچنین در تیم ملی فوتبال مجارستان بازی کرده‌است.